# Giovanni Silva de Oliveira
Giovanni Silva de Oliveira (Abaetetuba, Brasil, 4 de febrer del 1972) és un futbolista brasiler retirat que jugava de migcampista avançat.

## Carrera

### Els inicis al Brasil
Giovanni va començar la seua trajectòria el 1991, al Tuna Luso. El 1993, marca 24 gols. Després passa pel Remo, el Paysandú i el Sãocarlense abans d'arribar al Santos FC, un equip gran del seu país, el 1995. El mateix Pelé paga pel seu traspàs, i Giovanni rep el sobrenom de "nou Pelé".
A les files del Santos, en la seua primera temporada va marcar en la meitat dels partits que jugà, mentre que el segon any va marcar fins a 25 gols en 19 partits. En el punt àlgid de la seua carrera al Santos, duia el número "10" de Pelé. Va portar el seu equip a la segona plaça del Campionat Brasiler, amb una remuntada en semifinals front el Fluminense (4-1 en l'anada i 2-5 a la tornada). Va perdre la final davant el Botafogo.

### El seu pas per Europa
La seua bona feina al Santos fa que el FC Barcelona s'interessi per ell i l'incorpori el 1996. Va disputar tres campanyes amb els catalans, tot marcant 44 gols en 137 partits. És recordat per marcar al Reial Madrid i la seua posterior celebració. Amb el Barça va guanyar entre d'altres títols dues lligues, i la Recopa de 1997 contra el Paris Saint Germain.
El 1999 fitxa per l'Olympiacos FC, de la lliga grega, on va tornar a destacar. Va ser el màxim golejador de la lliga d'aquest país la temporada 03/04 amb 21 gols.

### Darreres temporades
Després de sis anys amb l'equip del Pireu, Giovanni retorna al seu país per jugar al São Paulo i de nou al Santos FC. A inicis del 2006, fitxa per un any amb l'Al Hilal de l'Aràbia Saudita i el mes d'agost un altre contracte, de 400.000 euros, amb l'Ethnikos de la Segona Divisió grega. Quan finalitza, l'abril del 2007, passa al Sport Club do Recife, on roman fins a desembre d'eixe any. El 2008, signa pel Mogi Mirim EC, propietat del seu company al Barça i la selecció brasilera, en Rivaldo. Finalment, el gener de 2010 va tornar al Santos, on va aconseguir el Campionat Paulista. Va anunciar que es retirava el 4 de juny de 2010.

## Selecció
Giovanni va disputar fins a 20 partits internacionals amb la selecció de futbol del Brasil i va marcar sis gols. Va formar part del combinat del seu país que va acudir al Mundial de França del 1998, així com la Copa Amèrica del 1997.

## Palmarès
- 1 Copa Amèrica de futbol el 1997 amb la Selecció brasilera
- 1 Stanley Rous Cup el 1997 amb la Selecció brasilera
- 1 Campionat Paraense el 1993 amb el Clube do Remo
- 1 Recopa d'Europa de futbol el 1997 amb el FC Barcelona
- 1 Supercopa d'Europa el 1997 amb el FC Barcelona
- 2 Lligues espanyoles el 1998 i el 1999 amb el FC Barcelona
- 2 Copes del Rei el 1997 i el 1998 amb el FC Barcelona
- 1 Supercopa d'Espanya el 1996 amb el FC Barcelona
- 5 Lligues gregues els anys 2000, 2001, 2002, 2003 i 2005 amb l'Olympiacos FC
- 1 Copa de Grècia el 2005 amb l'Olympiacos FC
- 1 Campionat de l'Estat de São Paulo amb el Santos FC

## Premis individuals
- Pilota d'Or Brasilera: el 1995 amb el Santos FC
- Millor Jugador estranger de la Lliga grega: el 2000 amb l'Olympiacos FC